# 朱利安·迪普雷

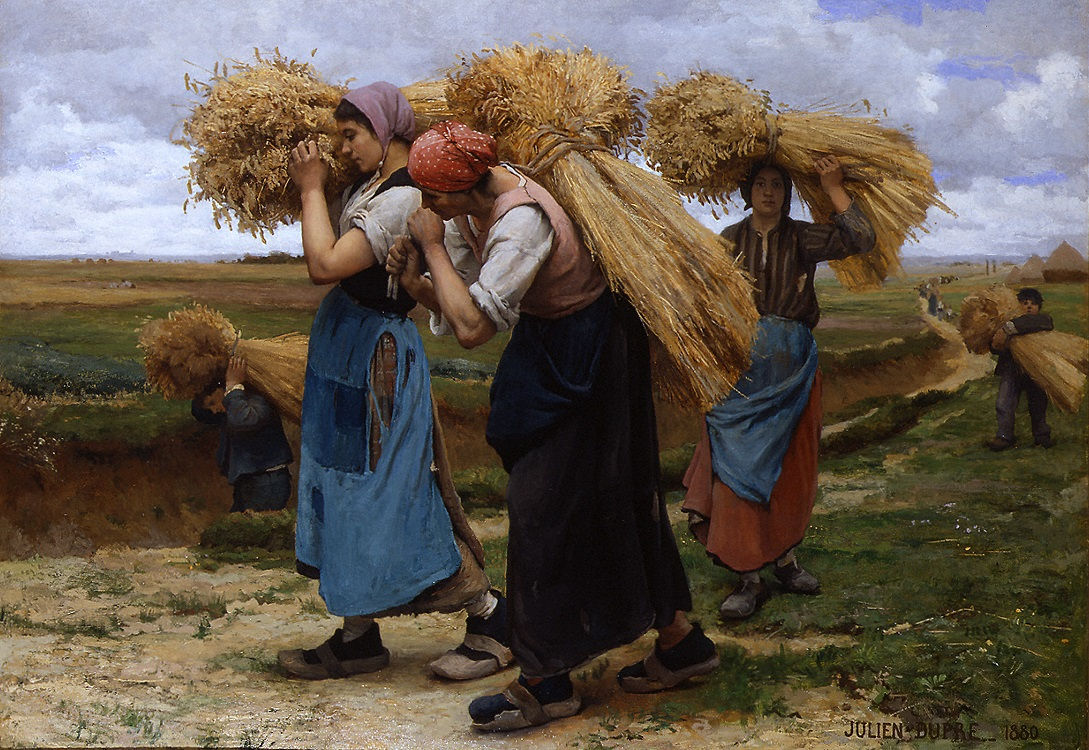
拾穗者, 1880年

朱利安·迪普雷（法語：Julien Dupré，法語發音：[ʒyljɛ̃ dypʁe]；1851年3月18日—1910年4月）是法國畫家。 
他於1851年3月18日出生於巴黎，父親為珠寶商讓·迪普雷（Jean Dupré），母親為波丽娜·布耶（Pauline Bouillié）。他預期會進入家族企業，為此，迪普雷開始在一家賣蕾絲的商店工作。 然而，由於1870年的戰爭和巴黎之圍，父母被迫歇業。迪普雷利用這段閒暇時間參加巴黎裝飾藝術學校夜間課程，進而獲得法國美術學院錄取。 
迪普雷在法國美術學院師從法國學院派畫家伊西多尔·皮尔斯（Isidore Pils，1813-1875）及德國新古典派畫家亨利·莱曼（Henri Lehmann，1814-1882）。在1870年代中期，他前往皮卡第成為田園風格畫家德西雷·弗朗索瓦·洛热（Désiré François Laugée）的学生，並與他的女兒瑪麗·埃莱奥诺尔·弗朗索瓦絲（Marie Eléonore Françoise）於1876年結婚；那年他在巴黎沙龍展出其第一幅畫。
迪普雷在1889年世界博覽會獲得金牌。他在1892年被授予法國榮譽軍團勳章。
在他的職業生涯中，迪普雷一直提倡鄉下生活，持續繪製諾曼第和布列塔尼地區的場景並定期舉辦展覽，直到1910年4月去世。